# Museumsinsel (metrostation)
Museumsinsel is een metrostation in de Duitse hoofdstad Berlijn. Het station in het centrum van Berlijn, in het stadsdeel Mitte, wordt bediend door de lijn U5 van de metro van Berlijn. Het station ligt bijna onder en bedient het Spree-eiland, een eiland gelegen in de rivier de Spree. Het station Museumsinsel dankt zijn naam aan het nabijgelegen Museumsinsel, het noordelijk deel van het Spree-eiland waar zich vijf bekende musea bevinden, de Alte Nationalgalerie, het Altes Museum, het Bode-Museum, het Neues Museum en het Pergamonmuseum. Het metrostation werd op 9 juli 2021 in gebruik genomen.

## Ontwerp
Het station ligt tussen het oostelijke einde van Unter den Linden en het Berliner Stadtschloss. Het eilandperron ligt pal ten zuiden van de Schloßbrücke onder het Spreekanaal op 16 meter onder het straatoppervlak.
De verdeelhallen zijn aan weerszijden van het kanaal. De westelijke verdeelhal heeft twee ingangen, een voor het Kronprinzenpalais, en een aan de oostkant van het Zeughaus richting het Museumsinsel. De oostelijke verdeelhal heeft twee ingangen bij het Humboldt Forum. De verdeelhallen zijn beide bereikbaar met trappen en roltrappen, terwijl aan de oostkant eveneens een lift is die een directe verbinding biedt tussen het perron en de straat.  
De bouwputten voor de verdeelhallen zijn als eerste gebouwd, aan de oostkant is de open bouwputmethode toegepast, aan de westkant de wanden-dakmethode. Voor de bouwput aan de oostkant is een kistdam in het Spreekanaal gelegd. De tunnel met het perron is geboord, in tegenstelling tot de andere stations gebeurde dit niet in vaste grond maar in een bevroren ondergrond.   
Het station is uitgevoerd als kolommenstation waarbij in dit geval de middenhal een vlak plafond heeft terwijl boven de perrons tongewelf is van de geboorde tunnels. De inrichting van de perronhal is geïnspireerd op de decors die Karl Friedrich Schinkel in 1816 ontwierp voor de opera Die Zauberflöte. Vormgever Max Dudler koos voor een donkerblauw gewelf met lichtpunten als weergave van de sterrenhemel. Aan de westkant van het station kwam een waterkering wegens de ligging onder de Spree en het Spreekanaal. Alle technische installaties werden ondergronds in het station ondergebracht.

## Aanleg

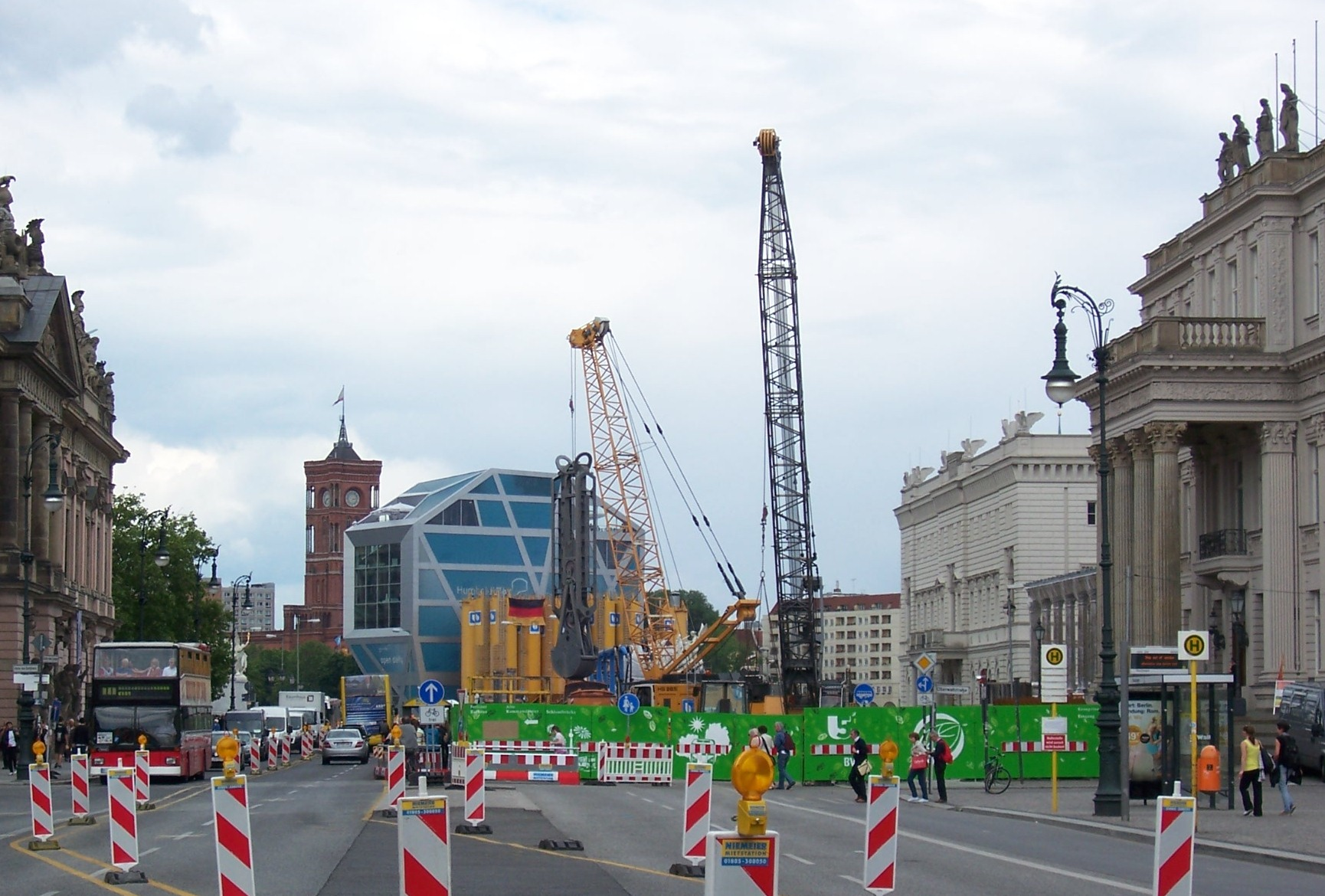
Bouw van de damwanden in juni 2012

Bij de aanleg van lijn U5 van de metro waren er vele bouwproblemen en vertragingen voor de trajectsectie tussen station Brandenburger Tor en Alexanderplatz. Het hiermee gepaard gaande gebrek aan financiële middelen zorgde zelfs voor een bouwstop. Teneinde de reeds voltooide trajecten al in dienst te kunnen nemen, werd het oosten van het traject in dienst genomen als U5 en werd westelijker in 2009 een klein deeltraject tussen Berlin Hauptbahnhof, via het station Bundestag naar het S-Bahnstation Brandenburger Tor ook in dienst genomen als een kleine pendellijn U55. Intussen werd verder gewerkt aan het ontbrekende tussenliggende traject en de stations Rotes Rathaus, Museumsinsel en Unter den Linden. 
Voor de bouw van het station Museuminsel werden vanaf het midden van 2010 tot het einde van 2011 vele leidingen omgelegd om het bouwterrein vrij te maken. Gedurende 2011 werd eveneens archeologisch onderzoek gedaan. Op het terrein stonden tot 1894 verschillende gebouwen uit de 17e en 18e eeuw en verschillende kelders en fundamenten daarvan bleken nog in de grond aanwezig. Voor de bouw van het station, die begon in april 2012, is 65 miljoen euro uitgetrokken. 
Voor het bevriezen van de bodem onder het Spreekanaal werden tot november 2017 rond de toekomstige perronhal 95 pijpen van elk 105 meter geboord. In deze pijpen werd een calciumchloride-oplossing met een temperatuur van - 37 °C gepompt. Het bevriezen van de bodem werd bewaakt met 2000 meetpunten. Ongeveer 60 dagen na de bevriezing van de bodem werd op 8 mei 2018 begonnen met het uitbreken van de middenhal. Deze buis werd Lavinia genoemd naar Lavinia Frey, directeur cultuur van het Humboldt Forum. Voor de bouw van de middenhal werden ongeveer vier maanden uitgetrokken. De voortgang bij Museumsinsel was bepalend voor de oplevering van het hele traject van de U5. 
Het ontbrekende metrotraject tussen de U55 pendeldienst en de oostelijke kant van de U5 kon op 4 december 2020 in gebruik genomen worden, inclusief de stations Rotes Rathaus en Unter den Linden.  De pendeldienst U55 werd afgeschaft, en de U5 kon doorrijden, evenwel zonder stop in het station Museumsinsel, dat volgde een half jaar later.   
Hauptbahnhof .
Bundestag ·
Brandenburger Tor ·
Unter den Linden  ·
Museumsinsel ·
Rotes Rathaus ·
Alexanderplatz     · 
Schillingstraße · 
Strausberger Platz · 
Weberwiese · 
Frankfurter Tor · 
Samariterstraße · 
Frankfurter Allee  · 
Magdalenenstraße · 
Lichtenberg   · 
Friedrichsfelde · 
Tierpark · 
Biesdorf-Süd · 
Elsterwerdaer Platz · 
Wuhletal  · 
Kaulsdorf-Nord · 
Kienberg (Gärten der Welt) · 
Cottbusser Platz · 
Hellersdorf · 
Louis-Lewin-Straße · 
Hönow